# Chamorro
Chamorro foi a designação dada na política portuguesa do período do Devorismo ao grupo cartista organizado em torno do Grande Oriente Lusitano. O grupo, considerado como muito próximo de D. Pedro IV, teve grande influência política na fase inicial do período que se seguiu à Guerra Civil Portuguesa, funcionando como um proto-partido político capaz de influenciar a composição dos governos daquela época.